# Санкање на Зимским олимпијским играма 2014 — жене појединачно
Такмичење у санкању за жене у појединачној конкуренцији на Зимским олимпијским играма 2014. у Сочију одржат ће се 10. и 11. фебруара 2014. на леденој стази Санки у близини Краснаје Пољане.
На такмичењу учествује 30 такмичарки из 15 земаља, а олимпијску титулу брани Немица Татјана Хифнер.

## Освајачи медаља
|  | Резултат |  | Резултат |  | Резултат |
|  |          |  |          |  |          |
|  |          |  |          |  |          |

## Учесници
На такмичењу учествује укупно 30 такмичарки из 15 земаља, а број квота одређен је на основу пласмана на ранг листама светског санкашког купа у сезони 2013/14. Максималан број учесница по НОК-у је 3 (6 најбоље рангираних земаља на светском купу), 3 земље имају по две учеснице, а 6 по једну. Чешка је добила специјалну позивницу како би могла да наступи и у екипном делу такмичења, док је додатну позивницу добила и екипа Казахстана. 
| - Мирјам Кастлунгер (AUT) - Биргит Плацер (AUT) - Нина Рејтмајер (AUT) - Алекс Гоф (CAN) - Аријен Џоунс (CAN) - Кимберли Макре (CAN) - Вендула Котенова (CZE) - Морган Бонефој (FRA) - Натали Гејзенбергер (GER) - Татјана Хифнер (GER) | - Анке Вишневски (GER) - Сандра Гаспарини (ITA) - [[]] (ITA) - [[]] (ITA) - Татјана Невзорова (KAZ) - Елиза Тирума (LAT) - Ула Зирне (LAT) - Ева Кулс (POL) - Наталија Војтусцизин (POL) - Ралука Страматурару (ROU) | - Татјана Иванова (RUS) - [[]] (RUS) - [[]] (RUS) - Вјера Гбурова (SVK) - Мартина Кочер (SUI) - [[]] (UKR) - [[]] (UKR) - Самер Бритшер (USA) - Ерин Хамлин (USA) - Кејт Хансен (USA) |

## Резултати
| Пласман | Број | Санкаш | НОК | Трка 1 | Трка 2 | Трка 3 | Трка 4 | Укупно време | Заостатак |
| ------- | ---- | ------ | --- | ------ | ------ | ------ | ------ | ------------ | --------- |
|         |      |        |     |        |        |        |        |              | 0.000     |
|         |      |        |     |        |        |        |        |              |           |
|         |      |        |     |        |        |        |        |              |           |
| 4.      |      |        |     |        |        |        |        |              |           |